# Thesprotiella bicorniculata
Thesprotiella bicorniculata är en bönsyrseart som beskrevs av Max Beier 1942. Thesprotiella bicorniculata ingår i släktet Thesprotiella och familjen Thespidae. Inga underarter finns listade i Catalogue of Life.